# Amargosa Range
De Amargosa Range is een bergketen in de Amerikaanse staten Californië en Nevada. De keten scheidt de Californische Death Valley in Inyo County van de Amargosa Desert in Nye County (Nevada). De gelijknamige rivier ontspringt in Nevada, baant zich een U-vormige weg om de bergketen en eindigt op 86 meter onder zeeniveau in Badwater.
Van noord naar zuid, vormen de Grapevine Mountains, Funeral Mountains en Black Mountains afzonderlijke delen van dezelfde Amargosa Range. Het hoogste punt, Grapevine Peak (2263 m), bevindt zich in de eerstgenoemde keten.
Vele van de bezienswaardigheden van het Death Valley National Park, zoals Zabriskie Point, Dante's View en Artist's Drive bevinden zich in of maken deel uit van de Amargosa Range.